# Banglades történelme
Banglades történelme

## Korai történelem
Az indoárják érkezése után, az i. e. 7. században megalakult a Gangaridai királyság, amely utóbb Bihárral együtt a Magadha, majd a Maurja Birodalomhoz tartozott.
Bengália később a 3-6. században a Gupta Birodalomhoz tartozott. Ennek összeomlása után egy Shashanka nevű bengáli alapított egy rövid életű királyságot. Az anarchia időszaka után a buddhista Pála-dinasztia uralkodott a régióban négyszáz éven át, őket követte a hindu Sena-dinasztia rövid uralma.

## Iszlám
Az iszlám térítés a 12. században kezdődött meg szufita misszionáriusok által, aztán a muszlim hódítás következtében elterjedt az egész régióban. Bakhtiar Khilji, egy török hadvezér, legyőzte a hindu Sena-dinasztiába tartozó Lakshman Sent, és meghódította Bengália nagy részét. A következő néhány évszázadban a régiót szultáni dinasztiák és feudális urak uralták. A 16. században a Mogul Birodalom ellenőrizte Bengáliát, és Dakka a mogul közigazgatás fontos tartományi központja lett.

## Gyarmatosítás
Az európai kereskedők a 16. század végén érkeztek a tartományba, és befolyásuk annyira megnőtt, hogy végül a Brit Kelet-indiai Társaság a Plassey mellett megvívott csata után 1757-ben ellenőrzése alá vonta. Az 1857-es véres szipojlázadás után a korona hatáskörébe került az igazgatás, brit alkirályt neveztek ki. A gyarmati uralom idején az indiai szubkontinensen többször volt éhínség, közte az 1943-as nagy bengáli éhínség, aminek hárommillió ember esett áldozatul.

## 20. század
Amikor Indiát 1947-ben felosztották, Bengáliát vallási alapon választották ketté, nyugati része Indiához került, a keleti része Pakisztánnal egyesült, és az úgynevezett Kelet-Bengália (később átnevezték Kelet-Pakisztánra) fővárosa Dakka lett.
Banglades 1971-ben kiáltotta ki függetlenségét. Pakisztán nem ismerte el az ország önállóságát, így háborúba kezdett Banglades ellen, de a függetlenségi háborút Banglades nyerte. Az új állam első elnöke Mudzsibur Rahmán volt. 1974-ben óriási éhínség pusztított az országban. 1975 augusztus 15-én a katonaság  megölte Rahmánt. Az új elnök Ziaur Rahmán volt, aki elődjének csak névrokona.
1991-ben súlyos árvíz pusztította Banglades déli részét. A károk rengeteg ember hajlékát semmisítették meg. Az ellenzék Haleda Zia miniszterelnök-asszonyt vádolták meg, miszerint Zia nem cselekedett semmit az árvíz ellen.

## Fordítás
- Ez a szócikk részben vagy egészben  a   History of Bangladesh című angol Wikipédia-szócikk fordításán alapul.  Az eredeti cikk szerkesztőit annak laptörténete sorolja fel. Ez a jelzés csupán a megfogalmazás eredetét és a szerzői jogokat jelzi, nem szolgál a cikkben szereplő információk forrásmegjelöléseként.